# Saint-Robert (Lot-et-Garonne)
Saint-Robert é uma comuna francesa na região administrativa da Nova Aquitânia, no departamento Lot-et-Garonne. Estende-se por uma área de 6,68 km². Em 2010 a comuna tinha 191 habitantes (densidade: 28,6 hab./km²).